# Premios Apdayc
Los Premios Apdayc (también conocido como El Gran Premio Apdayc) fueron una entrega anual de premios otorgados por la Asociación Peruana de Autores y Compositores (Apdayc) a lo «mejor de la música peruana» por votación pública y de un jurado especializado. Este tipo de premiación se inició en 2008, emitido por la cadena Panamericana Televisión.

## Géneros premiados
- Cumbia
- Pop / Rock
- Salsa
- Música criolla y afroperuana
- Música folclórica

## Ediciones

### 2007
Fueron realizados en febrero de 2008.

### 2008
Fueron realizados en 2009.

### 2009
Se realizó el 31 de marzo del 2010 en el Teatro Mario Vargas Llosa.

### 2010
Se realizó el 8 de marzo del 2011 en el Teatro Mario Vargas Llosa.